# Hense
Hense ist ein deutscher Familienname.

## Herkunft, Bedeutung und Verbreitung

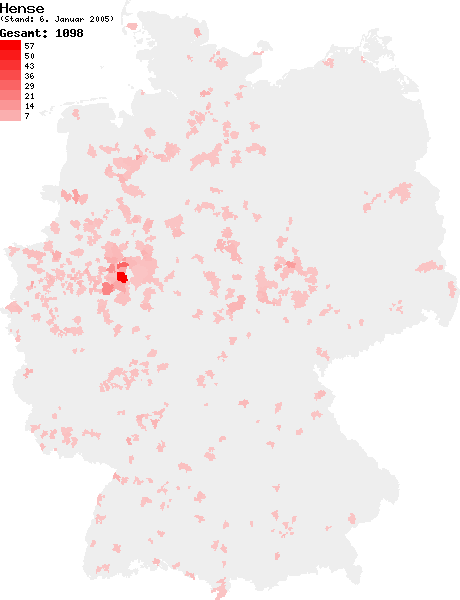
Verteilung des Namens Hense in Deutschland 2005 nach Telefonbucheinträgen

Hense ist das niederdeutsche Wort für Hanse. Der hier behandelte Familienname ist eine Form von Hans (Hens) oder auch von Heinrich (Hen). 
Der Name kommt in Nordwestdeutschland (ursprünglich westniederdeutscher Sprachraum) gehäuft vor, mit einem deutlichen Schwerpunkt in Südwestfalen (Hochsauerlandkreis und Kreis Soest).

## Namensträger
- Andreas Hense (* 1956), deutscher Meteorologe
- Ansgar Hense (* 1965), deutscher Staatskirchenrechtler
- Hans-Werner Hense (* 1951), deutscher Epidemiologe
- Josef Hense (1838–1913), deutscher klassischer Philologe
- Karl Hense (Politiker) (1871–1946), deutscher Gewerkschafter, Politiker und Senator im Hamburger Senat
- Karl-Heinz Hense (1946–2021), deutscher Schriftsteller
- Karla Hense-Brosig (* 1957), deutsche Politikerin, Bremer Bürgerschaftsabgeordnete (AfB)
- Olaf Hense (* 1967), deutscher Leichtathlet
- Otto Hense (1845–1931), deutscher klassischer Philologe
- Robert Hense (1885–1966), deutscher Fußballspieler